# Ansgar Moenikes
Ansgar Moenikes (* 1959 in Büren (Westfalen)) ist ein deutscher römisch-katholischer Theologe und Exeget des Alten Testaments.

## Leben
Das Studium der Katholischen Theologie, Vergleichenden Religionswissenschaft, Philosophie und Bibelwissenschaft an der Theologischen Fakultät Paderborn, der Universität Münster, der Universität Bonn und der Hebräischen Universität Jerusalem (dort auch Intensivsprachkurse in Modernem Hebräisch mit Abschlussexamen: Ptor) schloss er 1994 mit der Promotion zum Dr. phil. (Religionswissenschaft, Philosophie und Bibelwissenschaft) in Bonn ab. Bis 2005 war er wissenschaftlicher Mitarbeiter am Moses Mendelssohn Zentrum für europäisch-jüdische Studien an der Universität Potsdam, der FU Berlin, der Universität Paderborn und der Theologischen Fakultät Paderborn (Vertreter des Wissenschaftlichen Mittelbaus und Zweitvertreter der Theologischen Fakultät Paderborn beim Katholisch-Theologischen Fakultätentag). Bis 2010 unterrichtete er als Lehrbeauftragter für Altes Testament, Biblisches und Modernes Hebräisch an der Universität Potsdam, der Freien Universität Berlin, der Theologischen Fakultät Paderborn, der PTH Münster, der Universität Paderborn, der Universität Wuppertal und der Universität Saarbrücken. Nach der Habilitation 2004 im Fach Exegese des Alten Testaments an der Theologischen Fakultät Paderborn und Erteilung der Venia legendi für das Fach Exegese des Alten Testaments lehrte er 2007 als Gastprofessor für Alttestamentliche Wissenschaft an der Katholischen Universität Eichstätt-Ingolstadt. 2008 vertrat den Lehrstuhl für Altes Testament an der  Theologischen Fakultät Paderborn. Seit 2009 ist er außerplanmäßiger Professor des Alten Testaments an der Theologischen Fakultät Paderborn. Von 2010 bis 2011 vertrat er den Lehrstuhl für Altes Testament an der Theologischen Fakultät Paderborn. Von 2012 bis 2013 war er Lehrkraft für besondere Aufgaben für Altes Testament an der Universität Paderborn.

## Schriften (Auswahl)
- Die grundsätzliche Ablehnung des Königtums in der Hebräischen Bibel. Ein Beitrag zur Religionsgeschichte des Alten Israel (= Bonner Biblische Beiträge. Band 99). Francke Verlag, Weinheim 1995, ISBN 3-89547-073-2 (zugleich Dissertation, Bonn 1994).
- Tora ohne Mose. Zur Vorgeschichte der Mose-Tora (= Bonner Biblische Beiträge. Band 149). Philo, Berlin/Wien 2004, ISBN 3-86572-523-6 (zugleich Habilitationsschrift, Paderborn 2004).
- Der sozial-egalitäre Impetus der Bibel Jesu und das Liebesgebot als Quintessenz der Tora. Echter, Würzburg 2007, ISBN 3-429-02892-2.
- als Herausgeber: Schätze der Schrift. Festgabe für Hans F. Fuhs zur Vollendung seines 65. Lebensjahres (= Paderborner Theologische Studien. Band 47). Schöningh, Paderborn/München/Wien/Zürich 2007, ISBN 3-506-76321-0.